# Postvollmacht
Eine Postvollmacht regelt gegenüber einem Postunternehmen, welcher Bote anstelle des eigentlichen Empfängers oder Absenders Rechtsgeschäfte per Vollmacht ausführen darf und welchen Umfang selbige hat. Man muss zwischen Einzelvollmacht und Generalvollmacht differenzieren.

## Hintergrund
Eine Postvollmacht ist in der einfachen Form eine Vollmacht zum Entgegennehmen von gewöhnlichen Postsendungen einer anderen Person (Vollmachtgeber). Eine Postvollmacht erlaubt die Abholung oder Entgegennahme durch eine dritte Person (Vollmachtnehmer), falls der Adressat verhindert ist. Diese Berechtigung kann unterschiedliche Tragweiten haben, so kann bei Postsendungen an einen Adressaten zusätzlich eine Vollmachterweiterung notwendig werden, wenn die Postsendung nur persönlich (eigenhändig) entgegengenommen werden darf, wie es beispielsweise in Deutschland bei Einschreiben mit dem Zusatz "Eigenhändig" der Fall ist. 
Es gibt daher unterschiedliche Vorlagen für die Annahme von Einschreiben, Paketen und Briefpost sowie für die Paket- und Briefabholung aber auch für die Abholung bei anderen Behörden oder Ämtern.

## Österreich
Die Postvollmacht wird hier durch § 13 Abs. 2 der Zustellgesetze (ZustG) idgF geregelt. Die Zustellung darf durch Organe eines Zustelldienstes (z. B. Post AG) oder der Gemeinde erfolgen, soweit dies nicht durch einen Vermerk auf dem Dokument ausgeschlossen ist. Der Postbevollmächtigte nach § 13 Abs. 2 ZustG ist kein Empfänger nach § 5 ZustG, Ersatzempfänger nach § 16 ZustG oder Zustellbevollmächtigter nach § 9 ZustG. Wichtig ist daher, den Postbevollmächtigten vom Empfänger sowie Zustellbevollmächtigten als auch weiterführend vom Vertreter nach § 10 Allgemeines Verwaltungsverfahrensgesetz idgF zu unterscheiden, da er unter anderem auch zur Entgegennahme von „RSA Briefen“ – siehe Rückscheinbrief – ermächtigt sein kann, dies ist abhängig von der konkret erteilten Vollmacht. Des Weiteren ist ein Recht zur Annahmeverweigerung durch den Postbevollmächtigten anzunehmen (da kein Empfänger, Zustellbevollmächtigter oder Ersatzempfänger). Es sei noch auf § 7 Postgesetz 1997 idgF, die Post-Universaldienstverordnung 2002 idgF sowie allgemein auf das österreichische Rechtsinformationssystem Ris.bka verwiesen.